# Molde
Molde là thành phố và đô thị ở hạt Møre og Romsdal, Na Uy.

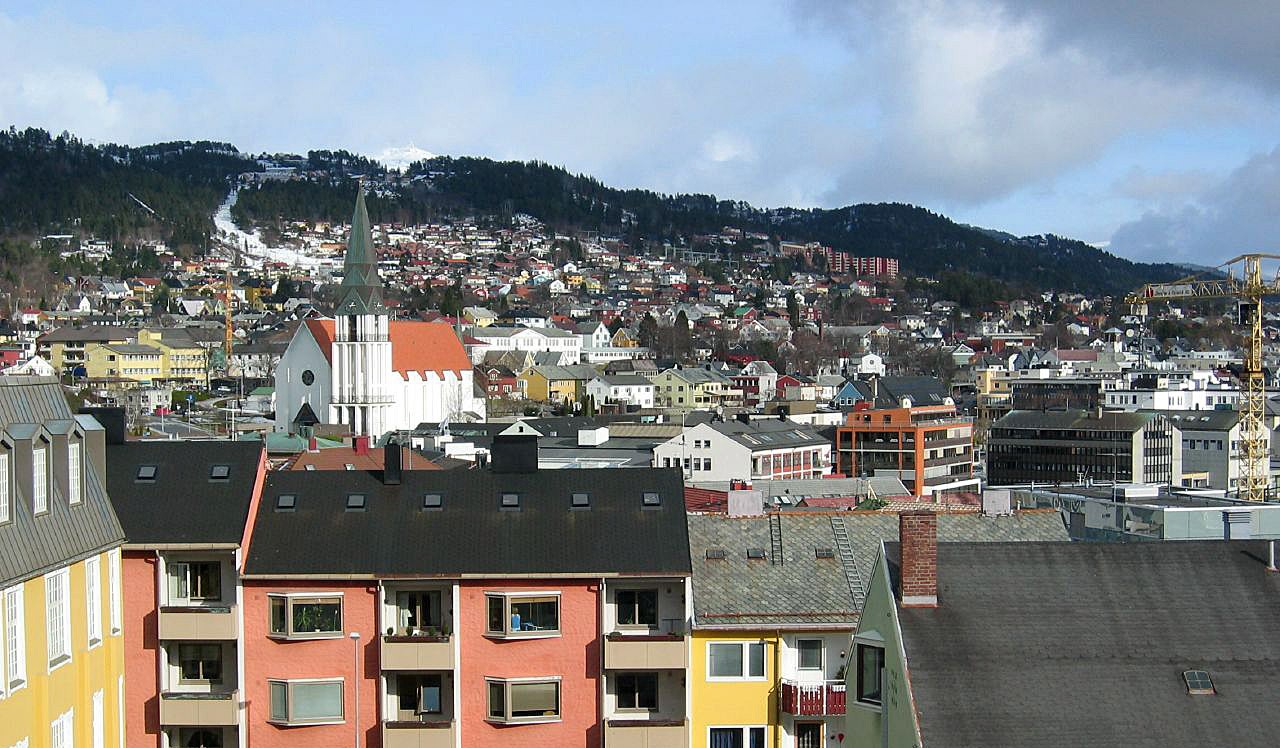
Nhà thờ Molde Cathedral.

Từ một khu định cư làm một tiền đồn thương mại cuối thời kỳ Trung cổ, khu vực này đã phát triển và thành một thành phố năm 1742. Molde được lập làm đô thị (municipality) ngày 1 tháng 1 năm 1838 (xem here). Bolsøy và một số khu vực của Veøy đã được nhập với Molde ngày 1 tháng 1 năm 1964.
Thành phố này là trung tâm hành chính của Møre og Romsdal, trung tâm thương mại của Romsdal, và là nơi có giáo phận Møre. Molde đã tiếp tục phát triển qua thế kỷ 18 và 19, trở thành trung tâm ngành dệt may của Na Uy cũng như thành trung tâm hành chính của khu vực, một điểm thu hút khách du lịch.
Sau đệ nhị thế chiến, trải qua thời kỳ tăng trưởng nhanh chóng và trở thành một trung tâm học thuật và đầu ra công nghiệp. Thành phố này nằm bên bờ bắc của Romsdalsfjord trên bán đảo Romsdal. Molde có khí hậu đại dương, ôn hòa, mùa hè ấm và mát còn mùa đông dễ chịu.
Thành phố có giao thông đường sắt, sân bay Årø với các chuyến bay đi Oslo, Bergen, Trondheim, cũng như các chuyến nội địa và quốc tế khác.

## Các thành phố kết nghĩa
- Vejle, Đan Mạch
- Borås, Thụy Điển
- Mikkeli, Phần Lan
- Česká Lípa, Cộng hòa Séc
- Bardejov, Slovakia

## Những người dân nổi tiếng
- Ole Gunnar Solskjær, cầu thủ/Huấn luyện viên bóng đá (1973-)
- Bjørnstjerne Bjørnson, nhà văn, người đoạt Giải Nobel (1832-1910)
- Ole Anton Qvam cựu thủ tướng, (1834-1904)
- Kjell Magne Bondevik, nhà chính trị, cựu thủ tướng (1947-)
- Bjørn Trygve Grydeland, Chủ tịch ESA, đại sứ EU (1949-)
- Bjørn Rune Gjelsten, nhà kinh doanh (1956-)
- Kjell Inge Røkke, nhà kinh doanh (1958-)
- Jo Nesbø, nhà văn (1960-)
- Arild Monsen, vận động viên trượt tuyết (1962-)
- Kjetil Rekdal, cầu thủ và ông bầu bóng đá (1968-)
- Mette Solli, kickboxer (1974-)
- Ingeborg Hungnes, ca sĩ
- Ola Kvernberg, nhạc sĩ
- Ann-Helen Moen, soprano